# 문자명왕
문자명왕(文咨明王, ? ~ 519년, 재위 : 492년 음력 1월 ~ 519년)은 고구려의 제21대 국왕이다. 휘는 나운(羅雲)이며, 장수왕의 손자이자 고조다(高助多)의 아들이다. 문자왕(文咨王) 또는 명치호왕(明治好王)이라고도 한다. 광개토대왕과 장수왕에 이어 고구려의 최대 영토를 유지하고 확보하였다.

## 생애
장수왕의 손자이며, 아버지는 고추대가(古鄒大加) 조다(助多)이다. 조다가 일찍 죽자 장수왕이 나운을 궁중에서 길러 태손으로 삼았다. 491년 장수왕의 뒤를 이어 즉위하였다.
494년 부여의 왕이 처자를 데리고 고구려에 항복하여 부여를 복속시켰으며, 같은 해 7월 실죽(實竹)이 이끄는 신라군과 살수(薩水)에서 전투가 벌어졌는데 신라군이 패주하여 견아성(犬牙城)으로 들어가 농성하자 이를 포위하였으나, 백제가 3,000명의 구원군을 보내어 공격하므로 후퇴하였다.
495년 군사를 보내 백제의 치양성(雉壤城)을 포위하였으나, 신라가 장군 덕지(德智)를 보내서 백제를 구원하므로 물러났다.
496년 군사를 보내 신라의 우산성(牛山城)을 공격하였으나 이하(泥河)에서 패하였다. 이듬해인 497년에 다시 우산성을 공격하여 성을 함락시켰다.
498년 정월, 왕자 흥안(興安)을 태자로 삼았다.
503년 백제의 달솔(達率) 우영(優永)이 군사 5,000명을 거느리고 수곡성(水谷城)을 침범하였으나 막아내었다.
506년 겨울, 백제를 공격하였으나 큰 눈이 내려 병사들이 동상에 걸리자 회군하였다.
507년 고로(高老)를 시켜서 말갈군과 함께 백제의 한성(漢城)을 공격하려 하였으나, 횡악(橫岳)과 싸우다가 물러났다.
512년 9월, 백제를 공격하여 가불(加弗)·원산(圓山) 두 성을 함락시키고, 포로 남녀 1,000여 명을 사로잡았다. 그러나, 백제군이 기병 3,000명으로 반격하였고, 고구려는 백제왕군의 수가 적음을 보고 쉽게 생각하여 진영을 만들지도 않다가, 대파당하였다.
519년 왕이 훙(薨)하니, 호를 문자명왕(文咨明王)이라 하였으며, 태자 흥안(興安)이 왕위에 즉위하였다.
무덤은 미상이나 동명왕릉이 문자명왕릉이라는 주장이 있다.

## 가족 관계
| - 조부 : 장수왕(長壽王, 394~491) - 제20대 국왕 - 조모 : 미상 - 아버지 : 고조다(高助多) - 어머니 : 미상 | - 왕비 : 미상 - 장남 : 안장왕(安藏王, ?~531) - 제22대 국왕 - 차남 : 안원왕(安原王, ?~545) - 제23대 국왕 |

## 기년, 연호
| 문자명왕 | 원년   | 2년    | 3년    | 4년    | 5년    | 6년    | 7년    | 8년    | 9년    | 10년   | 11년   | 12년   | 13년   | 14년   | 15년   |
| 서력     | 491년  | 492년  | 493년  | 494년  | 495년  | 496년  | 497년  | 498년  | 499년  | 500년  | 501년  | 502년  | 503년  | 504년  | 505년  |
| 단기     | 2824년 | 2825년 | 2826년 | 2827년 | 2828년 | 2829년 | 2830년 | 2831년 | 2832년 | 2833년 | 2834년 | 2835년 | 2836년 | 2837년 | 2838년 |
| 간지     | 신미   | 임신   | 계유   | 갑술   | 을해   | 병자   | 정축   | 무인   | 기묘   | 경진   | 신사   | 임오   | 계미   | 갑신   | 을유   |
| 문자명왕 | 16년   | 17년   | 18년   | 19년   | 20년   | 21년   | 22년   | 23년   | 24년   | 25년   | 26년   | 27년   | 28년   | 29년   |        |
| 서력     | 506년  | 507년  | 508년  | 509년  | 510년  | 511년  | 512년  | 513년  | 514년  | 515년  | 516년  | 517년  | 518년  | 519년  |        |
| 단기     | 2839년 | 2840년 | 2841년 | 2842년 | 2843년 | 2844년 | 2845년 | 2846년 | 2847년 | 2848년 | 2849년 | 2850년 | 2851년 | 2852년 |        |
| 간지     | 병술   | 정해   | 무자   | 기축   | 경인   | 신묘   | 임진   | 계사   | 갑오   | 을미   | 병신   | 정유   | 무술   | 기해   |        |

## 같이 보기
- 한국의 역사
- 삼국 시대